# Schärding (district)
Het politieke district Bezirk Schärding ligt in het noorden van de Oostenrijkse deelstaat Opper-Oostenrijk, in het uiterste noorden van Oostenrijk. Het district grenst in het oosten aan de districten Grieskirchen en Rohrbach, in het zuiden aan het district Ried im Innkreis en in het noorden en westen aan de Duitse deelstaat Beieren. Schärding heeft ongeveer 57.000 inwoners. Het bestaat uit een aantal gemeenten en één stad.

## Onderverdeling

### Steden
1. Schärding

### Gemeenten
1. Andorf (4770)
2. Engelhartszell an der Donau (4090)
3. Kopfing im Innkreis (4794)
4. Münzkirchen (4792)
5. Raab (4760)
6. Riedau (4752)
7. Altschwendt (4721)
8. Brunnenthal (4780)
9. Diersbach (4776)
10. Dorf an der Pram (4751)
11. Eggerding (4773)
12. Enzenkirchen (4761)
13. Esternberg (4092)
14. Freinberg (4785)
15. Mayrhof (4773)
16. Rainbach im Innkreis (4791)
17. Schardenberg (4784)
18. Sigharting (4771)
19. Sankt Aegidi (4725)
20. Sankt Florian am Inn (4782)
21. Sankt Marienkirchen bei Schärding (4774)
22. Sankt Roman (4793)
23. Sankt Willibald (4762)
24. Suben (4975)
25. Taufkirchen an der Pram (4775)
26. Vichtenstein (4091)
27. Waldkirchen am Wesen (4085)
28. Wernstein am Inn (4783)
29. Zell an der Pram (4755)